# 1545
Portal Geschichte | Portal Biografien | Aktuelle Ereignisse | Jahreskalender | Tagesartikel

◄ |
15. Jahrhundert |
16. Jahrhundert
| 17. Jahrhundert | ►

◄ |
1510er |
1520er |
1530er |
1540er
| 1550er | 1560er | 1570er | ►

◄◄ |
◄ |
1541 |
1542 |
1543 |
1544 |
1545
| 1546 | 1547 | 1548 | 1549 | ► | ►►
Staatsoberhäupter  · Nekrolog   · Musikjahr
| Januar | Januar | Januar | Januar | Januar | Januar | Januar | Januar |
| Kw     | Mo     | Di     | Mi     | Do     | Fr     | Sa     | So     |
| ------ | ------ | ------ | ------ | ------ | ------ | ------ | ------ |
| 1      |        |        |        | 1      | 2      | 3      | 4      |
| 2      | 5      | 6      | 7      | 8      | 9      | 10     | 11     |
| 3      | 12     | 13     | 14     | 15     | 16     | 17     | 18     |
| 4      | 19     | 20     | 21     | 22     | 23     | 24     | 25     |
| 5      | 26     | 27     | 28     | 29     | 30     | 31     |        |

| Februar | Februar | Februar | Februar | Februar | Februar | Februar | Februar |
| Kw      | Mo      | Di      | Mi      | Do      | Fr      | Sa      | So      |
| ------- | ------- | ------- | ------- | ------- | ------- | ------- | ------- |
| 5       |         |         |         |         |         |         | 1       |
| 6       | 2       | 3       | 4       | 5       | 6       | 7       | 8       |
| 7       | 9       | 10      | 11      | 12      | 13      | 14      | 15      |
| 8       | 16      | 17      | 18      | 19      | 20      | 21      | 22      |
| 9       | 23      | 24      | 25      | 26      | 27      | 28      |         |

| März | März | März | März | März | März | März | März |
| Kw   | Mo   | Di   | Mi   | Do   | Fr   | Sa   | So   |
| ---- | ---- | ---- | ---- | ---- | ---- | ---- | ---- |
| 9    |      |      |      |      |      |      | 1    |
| 10   | 2    | 3    | 4    | 5    | 6    | 7    | 8    |
| 11   | 9    | 10   | 11   | 12   | 13   | 14   | 15   |
| 12   | 16   | 17   | 18   | 19   | 20   | 21   | 22   |
| 13   | 23   | 24   | 25   | 26   | 27   | 28   | 29   |
| 14   | 30   | 31   |      |      |      |      |      |

| April | April | April | April | April | April | April | April |
| Kw    | Mo    | Di    | Mi    | Do    | Fr    | Sa    | So    |
| ----- | ----- | ----- | ----- | ----- | ----- | ----- | ----- |
| 14    |       |       | 1     | 2     | 3     | 4     | 5     |
| 15    | 6     | 7     | 8     | 9     | 10    | 11    | 12    |
| 16    | 13    | 14    | 15    | 16    | 17    | 18    | 19    |
| 17    | 20    | 21    | 22    | 23    | 24    | 25    | 26    |
| 18    | 27    | 28    | 29    | 30    |       |       |       |

| Mai | Mai | Mai | Mai | Mai | Mai | Mai | Mai |
| Kw  | Mo  | Di  | Mi  | Do  | Fr  | Sa  | So  |
| --- | --- | --- | --- | --- | --- | --- | --- |
| 18  |     |     |     |     | 1   | 2   | 3   |
| 19  | 4   | 5   | 6   | 7   | 8   | 9   | 10  |
| 20  | 11  | 12  | 13  | 14  | 15  | 16  | 17  |
| 21  | 18  | 19  | 20  | 21  | 22  | 23  | 24  |
| 22  | 25  | 26  | 27  | 28  | 29  | 30  | 31  |

| Juni | Juni | Juni | Juni | Juni | Juni | Juni | Juni |
| Kw   | Mo   | Di   | Mi   | Do   | Fr   | Sa   | So   |
| ---- | ---- | ---- | ---- | ---- | ---- | ---- | ---- |
| 23   | 1    | 2    | 3    | 4    | 5    | 6    | 7    |
| 24   | 8    | 9    | 10   | 11   | 12   | 13   | 14   |
| 25   | 15   | 16   | 17   | 18   | 19   | 20   | 21   |
| 26   | 22   | 23   | 24   | 25   | 26   | 27   | 28   |
| 27   | 29   | 30   |      |      |      |      |      |

| Juli | Juli | Juli | Juli | Juli | Juli | Juli | Juli |
| Kw   | Mo   | Di   | Mi   | Do   | Fr   | Sa   | So   |
| ---- | ---- | ---- | ---- | ---- | ---- | ---- | ---- |
| 27   |      |      | 1    | 2    | 3    | 4    | 5    |
| 28   | 6    | 7    | 8    | 9    | 10   | 11   | 12   |
| 29   | 13   | 14   | 15   | 16   | 17   | 18   | 19   |
| 30   | 20   | 21   | 22   | 23   | 24   | 25   | 26   |
| 31   | 27   | 28   | 29   | 30   | 31   |      |      |

| August | August | August | August | August | August | August | August |
| Kw     | Mo     | Di     | Mi     | Do     | Fr     | Sa     | So     |
| ------ | ------ | ------ | ------ | ------ | ------ | ------ | ------ |
| 31     |        |        |        |        |        | 1      | 2      |
| 32     | 3      | 4      | 5      | 6      | 7      | 8      | 9      |
| 33     | 10     | 11     | 12     | 13     | 14     | 15     | 16     |
| 34     | 17     | 18     | 19     | 20     | 21     | 22     | 23     |
| 35     | 24     | 25     | 26     | 27     | 28     | 29     | 30     |
| 36     | 31     |        |        |        |        |        |        |

| September | September | September | September | September | September | September | September |
| Kw        | Mo        | Di        | Mi        | Do        | Fr        | Sa        | So        |
| --------- | --------- | --------- | --------- | --------- | --------- | --------- | --------- |
| 36        |           | 1         | 2         | 3         | 4         | 5         | 6         |
| 37        | 7         | 8         | 9         | 10        | 11        | 12        | 13        |
| 38        | 14        | 15        | 16        | 17        | 18        | 19        | 20        |
| 39        | 21        | 22        | 23        | 24        | 25        | 26        | 27        |
| 40        | 28        | 29        | 30        |           |           |           |           |

| Oktober | Oktober | Oktober | Oktober | Oktober | Oktober | Oktober | Oktober |
| Kw      | Mo      | Di      | Mi      | Do      | Fr      | Sa      | So      |
| ------- | ------- | ------- | ------- | ------- | ------- | ------- | ------- |
| 40      |         |         |         | 1       | 2       | 3       | 4       |
| 41      | 5       | 6       | 7       | 8       | 9       | 10      | 11      |
| 42      | 12      | 13      | 14      | 15      | 16      | 17      | 18      |
| 43      | 19      | 20      | 21      | 22      | 23      | 24      | 25      |
| 44      | 26      | 27      | 28      | 29      | 30      | 31      |         |

| November | November | November | November | November | November | November | November |
| Kw       | Mo       | Di       | Mi       | Do       | Fr       | Sa       | So       |
| -------- | -------- | -------- | -------- | -------- | -------- | -------- | -------- |
| 44       |          |          |          |          |          |          | 1        |
| 45       | 2        | 3        | 4        | 5        | 6        | 7        | 8        |
| 46       | 9        | 10       | 11       | 12       | 13       | 14       | 15       |
| 47       | 16       | 17       | 18       | 19       | 20       | 21       | 22       |
| 48       | 23       | 24       | 25       | 26       | 27       | 28       | 29       |
| 49       | 30       |          |          |          |          |          |          |

| Dezember | Dezember | Dezember | Dezember | Dezember | Dezember | Dezember | Dezember |
| Kw       | Mo       | Di       | Mi       | Do       | Fr       | Sa       | So       |
| -------- | -------- | -------- | -------- | -------- | -------- | -------- | -------- |
| 49       |          | 1        | 2        | 3        | 4        | 5        | 6        |
| 50       | 7        | 8        | 9        | 10       | 11       | 12       | 13       |
| 51       | 14       | 15       | 16       | 17       | 18       | 19       | 20       |
| 52       | 21       | 22       | 23       | 24       | 25       | 26       | 27       |
| 53       | 28       | 29       | 30       | 31       |          |          |          |

| Januar | Januar | Januar | Januar | Januar | Januar | Januar | Januar |
| Kw     | Mo     | Di     | Mi     | Do     | Fr     | Sa     | So     |
| ------ | ------ | ------ | ------ | ------ | ------ | ------ | ------ |
| 1      |        |        |        | 1      | 2      | 3      | 4      |
| 2      | 5      | 6      | 7      | 8      | 9      | 10     | 11     |
| 3      | 12     | 13     | 14     | 15     | 16     | 17     | 18     |
| 4      | 19     | 20     | 21     | 22     | 23     | 24     | 25     |
| 5      | 26     | 27     | 28     | 29     | 30     | 31     |        |

| Februar | Februar | Februar | Februar | Februar | Februar | Februar | Februar |
| Kw      | Mo      | Di      | Mi      | Do      | Fr      | Sa      | So      |
| ------- | ------- | ------- | ------- | ------- | ------- | ------- | ------- |
| 5       |         |         |         |         |         |         | 1       |
| 6       | 2       | 3       | 4       | 5       | 6       | 7       | 8       |
| 7       | 9       | 10      | 11      | 12      | 13      | 14      | 15      |
| 8       | 16      | 17      | 18      | 19      | 20      | 21      | 22      |
| 9       | 23      | 24      | 25      | 26      | 27      | 28      |         |

| März | März | März | März | März | März | März | März |
| Kw   | Mo   | Di   | Mi   | Do   | Fr   | Sa   | So   |
| ---- | ---- | ---- | ---- | ---- | ---- | ---- | ---- |
| 9    |      |      |      |      |      |      | 1    |
| 10   | 2    | 3    | 4    | 5    | 6    | 7    | 8    |
| 11   | 9    | 10   | 11   | 12   | 13   | 14   | 15   |
| 12   | 16   | 17   | 18   | 19   | 20   | 21   | 22   |
| 13   | 23   | 24   | 25   | 26   | 27   | 28   | 29   |
| 14   | 30   | 31   |      |      |      |      |      |

| April | April | April | April | April | April | April | April |
| Kw    | Mo    | Di    | Mi    | Do    | Fr    | Sa    | So    |
| ----- | ----- | ----- | ----- | ----- | ----- | ----- | ----- |
| 14    |       |       | 1     | 2     | 3     | 4     | 5     |
| 15    | 6     | 7     | 8     | 9     | 10    | 11    | 12    |
| 16    | 13    | 14    | 15    | 16    | 17    | 18    | 19    |
| 17    | 20    | 21    | 22    | 23    | 24    | 25    | 26    |
| 18    | 27    | 28    | 29    | 30    |       |       |       |

| Mai | Mai | Mai | Mai | Mai | Mai | Mai | Mai |
| Kw  | Mo  | Di  | Mi  | Do  | Fr  | Sa  | So  |
| --- | --- | --- | --- | --- | --- | --- | --- |
| 18  |     |     |     |     | 1   | 2   | 3   |
| 19  | 4   | 5   | 6   | 7   | 8   | 9   | 10  |
| 20  | 11  | 12  | 13  | 14  | 15  | 16  | 17  |
| 21  | 18  | 19  | 20  | 21  | 22  | 23  | 24  |
| 22  | 25  | 26  | 27  | 28  | 29  | 30  | 31  |

| Juni | Juni | Juni | Juni | Juni | Juni | Juni | Juni |
| Kw   | Mo   | Di   | Mi   | Do   | Fr   | Sa   | So   |
| ---- | ---- | ---- | ---- | ---- | ---- | ---- | ---- |
| 23   | 1    | 2    | 3    | 4    | 5    | 6    | 7    |
| 24   | 8    | 9    | 10   | 11   | 12   | 13   | 14   |
| 25   | 15   | 16   | 17   | 18   | 19   | 20   | 21   |
| 26   | 22   | 23   | 24   | 25   | 26   | 27   | 28   |
| 27   | 29   | 30   |      |      |      |      |      |

| Juli | Juli | Juli | Juli | Juli | Juli | Juli | Juli |
| Kw   | Mo   | Di   | Mi   | Do   | Fr   | Sa   | So   |
| ---- | ---- | ---- | ---- | ---- | ---- | ---- | ---- |
| 27   |      |      | 1    | 2    | 3    | 4    | 5    |
| 28   | 6    | 7    | 8    | 9    | 10   | 11   | 12   |
| 29   | 13   | 14   | 15   | 16   | 17   | 18   | 19   |
| 30   | 20   | 21   | 22   | 23   | 24   | 25   | 26   |
| 31   | 27   | 28   | 29   | 30   | 31   |      |      |

| August | August | August | August | August | August | August | August |
| Kw     | Mo     | Di     | Mi     | Do     | Fr     | Sa     | So     |
| ------ | ------ | ------ | ------ | ------ | ------ | ------ | ------ |
| 31     |        |        |        |        |        | 1      | 2      |
| 32     | 3      | 4      | 5      | 6      | 7      | 8      | 9      |
| 33     | 10     | 11     | 12     | 13     | 14     | 15     | 16     |
| 34     | 17     | 18     | 19     | 20     | 21     | 22     | 23     |
| 35     | 24     | 25     | 26     | 27     | 28     | 29     | 30     |
| 36     | 31     |        |        |        |        |        |        |

| September | September | September | September | September | September | September | September |
| Kw        | Mo        | Di        | Mi        | Do        | Fr        | Sa        | So        |
| --------- | --------- | --------- | --------- | --------- | --------- | --------- | --------- |
| 36        |           | 1         | 2         | 3         | 4         | 5         | 6         |
| 37        | 7         | 8         | 9         | 10        | 11        | 12        | 13        |
| 38        | 14        | 15        | 16        | 17        | 18        | 19        | 20        |
| 39        | 21        | 22        | 23        | 24        | 25        | 26        | 27        |
| 40        | 28        | 29        | 30        |           |           |           |           |

| Oktober | Oktober | Oktober | Oktober | Oktober | Oktober | Oktober | Oktober |
| Kw      | Mo      | Di      | Mi      | Do      | Fr      | Sa      | So      |
| ------- | ------- | ------- | ------- | ------- | ------- | ------- | ------- |
| 40      |         |         |         | 1       | 2       | 3       | 4       |
| 41      | 5       | 6       | 7       | 8       | 9       | 10      | 11      |
| 42      | 12      | 13      | 14      | 15      | 16      | 17      | 18      |
| 43      | 19      | 20      | 21      | 22      | 23      | 24      | 25      |
| 44      | 26      | 27      | 28      | 29      | 30      | 31      |         |

| November | November | November | November | November | November | November | November |
| Kw       | Mo       | Di       | Mi       | Do       | Fr       | Sa       | So       |
| -------- | -------- | -------- | -------- | -------- | -------- | -------- | -------- |
| 44       |          |          |          |          |          |          | 1        |
| 45       | 2        | 3        | 4        | 5        | 6        | 7        | 8        |
| 46       | 9        | 10       | 11       | 12       | 13       | 14       | 15       |
| 47       | 16       | 17       | 18       | 19       | 20       | 21       | 22       |
| 48       | 23       | 24       | 25       | 26       | 27       | 28       | 29       |
| 49       | 30       |          |          |          |          |          |          |

| Dezember | Dezember | Dezember | Dezember | Dezember | Dezember | Dezember | Dezember |
| Kw       | Mo       | Di       | Mi       | Do       | Fr       | Sa       | So       |
| -------- | -------- | -------- | -------- | -------- | -------- | -------- | -------- |
| 49       |          | 1        | 2        | 3        | 4        | 5        | 6        |
| 50       | 7        | 8        | 9        | 10       | 11       | 12       | 13       |
| 51       | 14       | 15       | 16       | 17       | 18       | 19       | 20       |
| 52       | 21       | 22       | 23       | 24       | 25       | 26       | 27       |
| 53       | 28       | 29       | 30       | 31       |          |          |          |

## Ereignisse

### Politik und Weltgeschehen

#### Amerika
- 24. März: Wegen der hohen Luftfeuchtigkeit und der Moskitoplage wird die vom spanischen Konquistador Francisco de Montejo im Jahr 1543 in Yucatán gegründete Stadt Valladolid nach einer Petition der spanischen Siedler ins Landesinnere verlegt.
- 10. April: Die spanischen Eroberer gründen die Silberbergbaustadt Potosí.

#### Europa

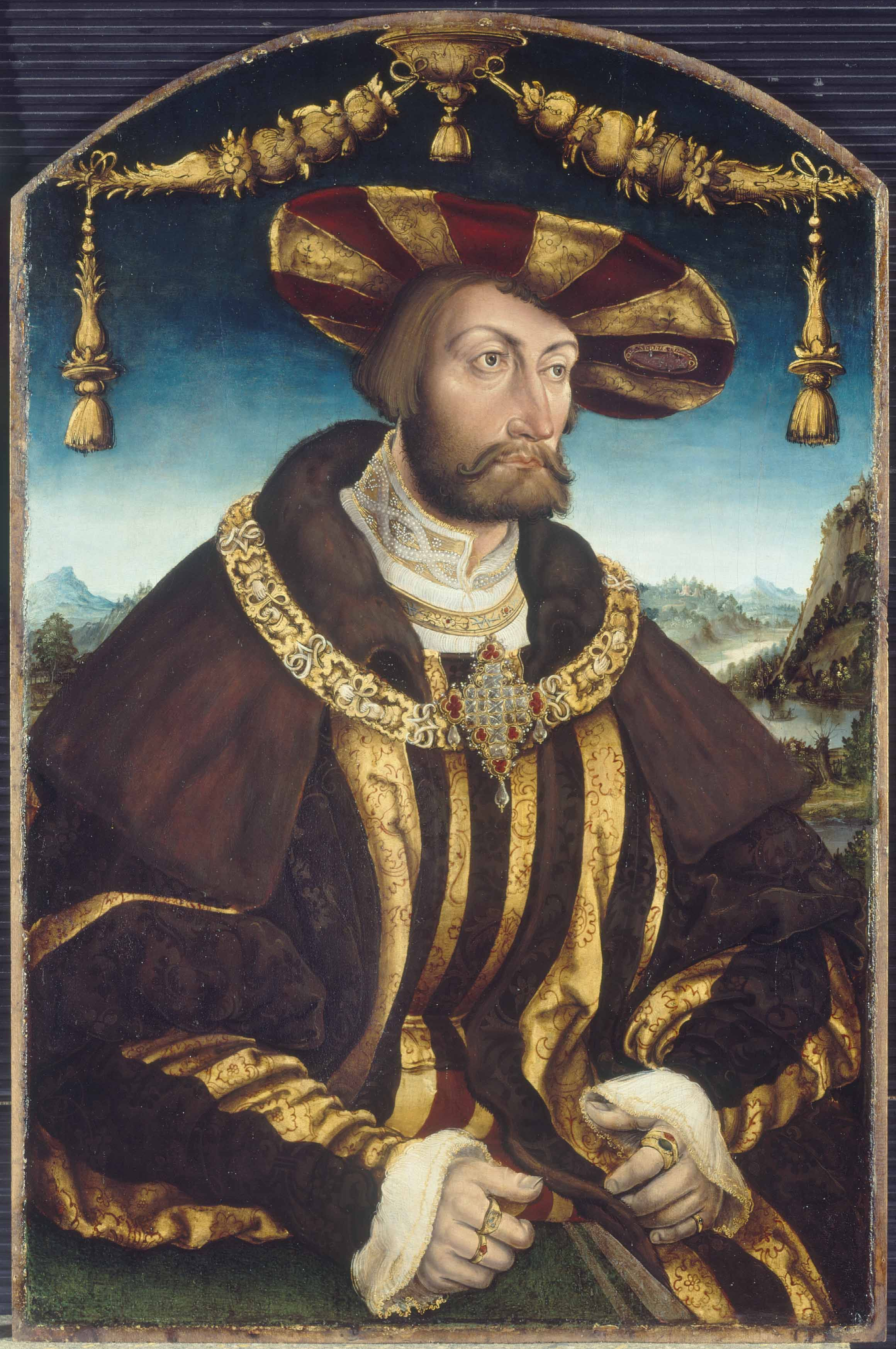
Wilhelm IV. von Bayern

- 22. April: Nach dem Tod von Ludwig X. wird sein Bruder Wilhelm IV. Herzog von Bayern.
- 12. Juni: Karl III. folgt seinem verstorbenen Vater Franz I. als Herzog von Lothringen und Mercœur. Da er noch nicht volljährig ist, übernimmt seine Mutter Christina von Dänemark die Regentschaft für ihn.
- 8. Juli/12. Juli: Vier Tage nach der Geburt des spanischen Infanten Don Carlos stirbt dessen Mutter Maria von Portugal im Kindbett.
- 9. November: Nach dem Tod von Pietro Lando wird Francesco Donà zum Dogen von Venedig gewählt. Sein Dukat ist durch eine ausgedehnte Friedenszeit gekennzeichnet.
- In Krutscheid erheben sich Bauern gegen Herzog Wilhelm von Berg. Die Krutscheider Rebellion endet wahrscheinlich mit einem Kompromiss, die Akten darüber sind aber verschollen.
- In Worms wird ein Reichstag abgehalten.

Die Flagge des Herzogtums Parma

Das Herzogtum Parma wird vom Herzogtum Mailand abgespalten und an Pier Luigi Farnese, einen illegitimen Sohn von Papst Paul III., als erbliches Lehen vergeben.

#### Asien
Nur acht Monate nach seinem Amtsantritt als König von Korea stirbt der kränkliche Injong am 8. August. Sein jüngerer Bruder Myeongjong wird 13. König der Joseon-Dynastie. Ständige Spannungen zwischen ihm und seiner Stiefmutter Königin Munjeong, der dritten Frau seines Vaters, führten später unter den Gelehrten am Hofe zu dem Gerücht, dass sie ihren Stiefsohn König Injong vergiftet hätte. Sein Halbbruder, Munjeongs Sohn Myeongjong folgt ihm im Alter von 11 Jahren auf den Thron. Seine Mutter führt für ihn die Regierungsgeschäfte, die sie mit Nachdruck betreibt. Dass sie buddhistisch-religiöse Riten für sich und ihren Sohn abhält, führt zu Spannungen am konfuzianisch ausgerichteten Hof.

### Wirtschaft
- Im spanischen Vizekönigreich Peru wird am 10. April die Bergbausiedlung Potosí gegründet, wo bereits die Inka Silber abgebaut haben. Die Silberstadt steigt bald zu sagenhafter Blüte auf.

### Kultur

#### Bildende Kunst

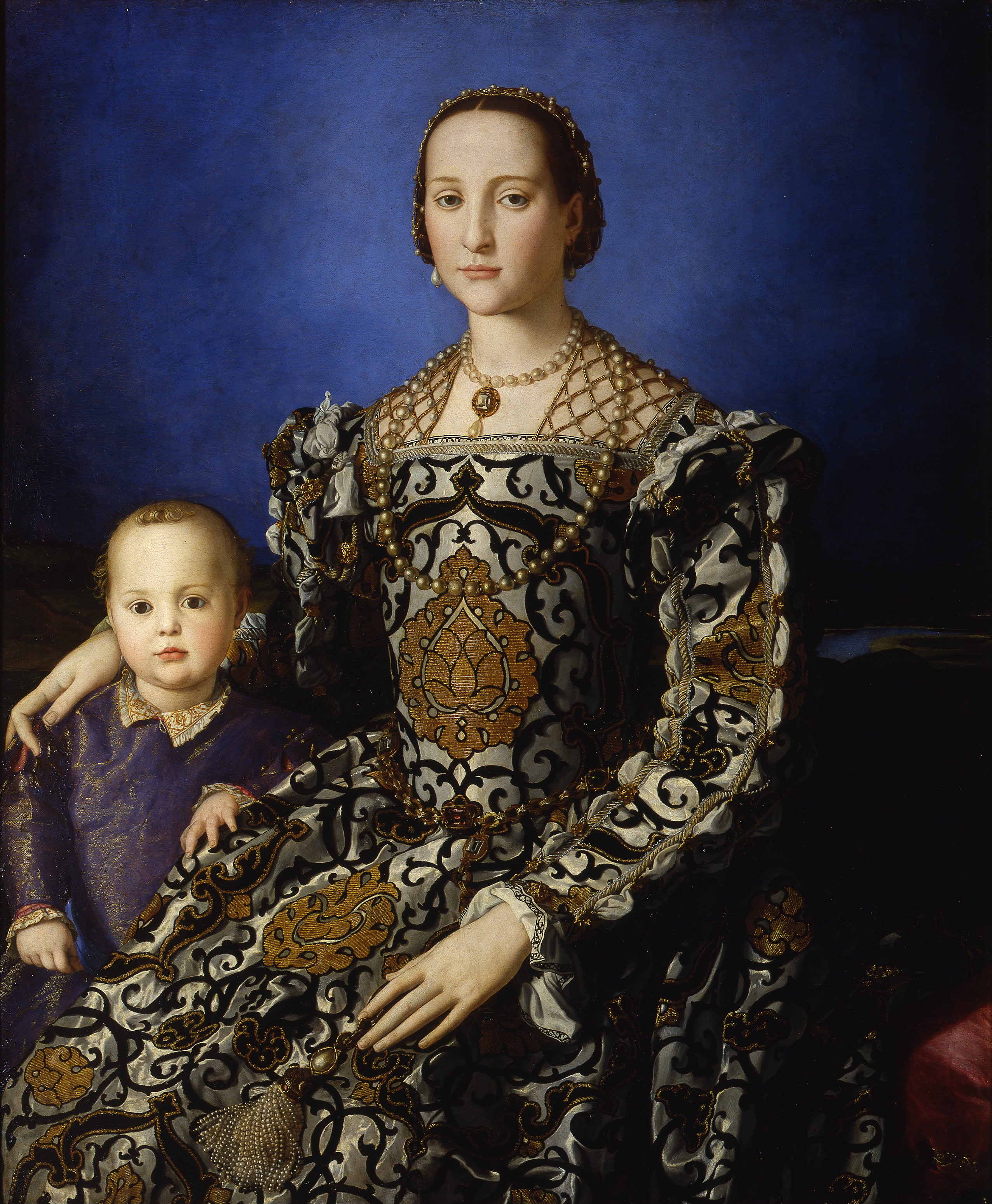
Eleonora di Toledo col figlio Giovanni

- um 1545: Agnolo Bronzino malt das Gemälde Eleonora von Toledo und ihr Sohn Giovanni, eines der berühmtesten Medici-Porträts.

### Gesellschaft und Sport
- Der Engländer Roger Ascham verfasst den Toxophilos, einen Text über die Kunst des Bogenschießens.

### Religion
- 13. Dezember: Das von Papst Paul III. einberufene Konzil von Trient mit dem Ziel, auf die Forderungen und Lehren der Reformation zu reagieren, wird eröffnet. Das ökumenische Konzil, an dem rund 100 stimmberechtigte Prälaten und ebenso viele katholische Theologen aus ganz Europa teilnehmen, dauert in vier Sitzungsperioden bis 1563.
- In Wittenberg erscheint die letzte Ausgabe (Revision) der Lutherbibel, an der der Reformator Martin Luther selbst mitgewirkt hat.
- Papst Paul III. gründet das Bistum Quito als Suffragan des Erzbistums Lima.
- Die Benediktinerabtei Ellwangen erwirbt Wasseralfingen.

### Katastrophen
- 19. Juli: Während der Seeschlacht im Solent geht, mutmaßlich bei einem Wendemanöver, das englische Kriegsschiff Mary Rose vor Portsmouth unter. Mindestens 470 Seeleute sterben.
- 1545/1546: Der erste Ausbruch von Cocolitztli, einem hämorrhagischen Fieber, kostet mindestens 800.000 Menschen in Mexiko das Leben.

## Geboren

### Geburtsdatum gesichert
- 02. Februar: Christoph von Loß der Ältere, kursächsischer Hofmarschall, Reichspfennigmeister des Ober- und Niedersächsischen Reichskreises († 1609)
- 02. Februar: Nikolaus von Reusner, deutscher Rechtswissenschaftler († 1602)
- 18. März: Julius Echter von Mespelbrunn, Fürstbischof von Würzburg und Herzog in Franken († 1617)
- 25. März: Johann der Jüngere, Herzog von Schleswig-Holstein-Sonderburg († 1622)
- 02. April: Elisabeth von Valois, Königin von Spanien († 1568)
- 15. April: Karl II., Herzog von Münsterberg und Oels († 1617)
- 28. April: Yi Sun-sin, koreanischer Militärführer und Admiral († 1598)
- 30. April: Cornelis Fransz. de Witt, holländischer Politiker († 1622)
- 01. Mai: Franz Junius der Ältere, reformierter Theologe († 1602)
- 01. Mai: Neidhardt von Thüngen, Fürstbischof von Bamberg († 1598)
- 22. Mai: Karl Christoph, Herzog von Münsterberg († 1569)
- 23. Juni: Johannes Dinckel, deutscher evangelischer Theologe († 1601)
- 08. Juli: Don Carlos, spanischer Infant, Sohn König Philipps II. († 1568)
- 07. September: Eitel Friedrich IV., Graf von Hohenzollern-Hechingen († 1605)
- 10. September: Otto von Grünrade, evangelisch-reformierter Kirchenpolitiker († 1613)
- 15. Oktober: Elisabeth von Anhalt, Äbtissin von Gernrode und Frose, Gräfin von Barby († 1574)
- 27. Oktober: Melchior Junius, deutscher Rhetoriker und Humanist († 1604)
- 02. November: Ernst Ludwig, Herzog von Pommern-Wolgast († 1592)
- 11. November: Kaspar von Fürstenberg, kurkölnischer Drost und Kurmainzer Amtmann, Landdrost († 1618)
- 23. November: Heinrich Maius, deutscher evangelischer Theologe († 1607)
- 07. Dezember: Heinrich Stewart, Lord Darnley, Ehemann von Maria Stuart († 1567)
- 000Dezember: Levinus Battus, deutscher Mediziner († 1591)

### Genaues Geburtsdatum unbekannt
- Aaron ben Abraham ben Samuel Ibn Chajjim, jüdischer Gelehrter († 1632)
- Cornelis van Aerssen, niederländischer Staatsmann, Diplomat und Jurist († 1627)
- Heinrich Bünting, deutscher evangelischer Theologe und Chronist († 1606)
- John Gerard, englischer Chirurg und Botaniker († 1612)
- Mary Grey, englische Adelige, Schwester der Neuntagekönigin Jane Grey († 1578)
- Luzzasco Luzzaschi, italienischer Komponist und Organist († 1607)
- Magnus Heinason, färöischer Seeheld († 1589)
- Wolfgang von Paler der Jüngere, deutscher Kaufmann († 1622)

## Gestorben

### Erstes Halbjahr
- 15. Januar: Elisabeth von Holstein-Schaumburg, Äbtissin im Stift Nottuln
- 16. Januar: Georg Spalatin, deutscher Humanist, Theologe, Reformator und Historiker, Fürsprecher Martin Luthers (* 1484)
- 24. Januar: Eberhard Brisger, deutscher evangelischer Theologe und Reformator (* 1490)
- 06. März: Georg Helt, deutscher Humanist, Altphilologe und Universalgelehrter (* um 1485)
- 03. April: Antonio de Guevara, spanischer Schriftsteller und Historiker (* um 1480)

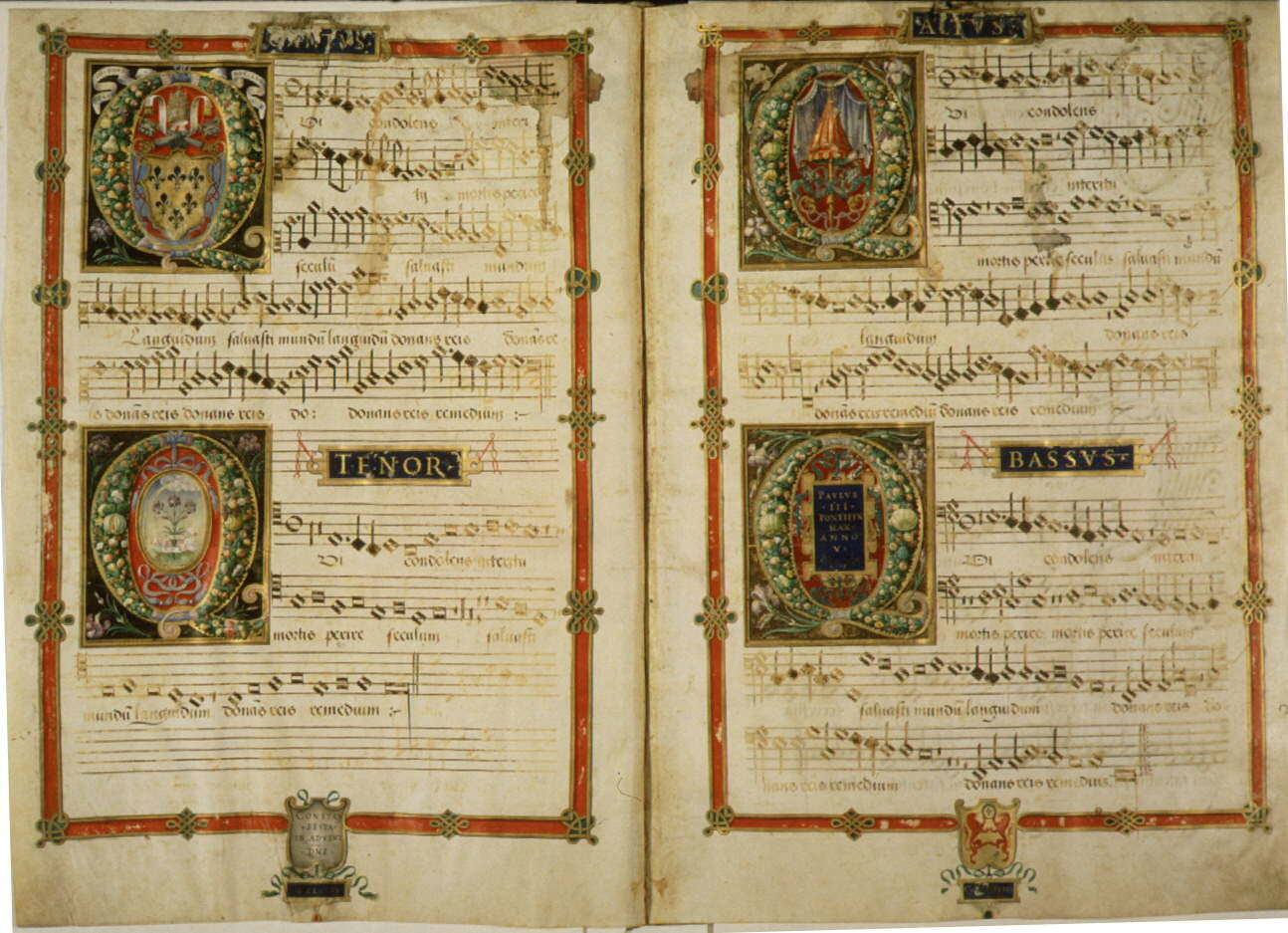
Komposition von Costanzo Festa

- 10. April: Costanzo Festa, italienischer Komponist (* 1490)
- 22. April: Ludwig X., Herzog von Bayern (* 1495)
- 25. April: Jobst II., Graf von Hoya (* 1493)
- 13. Mai: Stanislaus Rapagelanus, litauischer lutherischer Theologe und Reformator (* um 1485)
- 22. Mai: Sher Shah Suri, Sultan von Delhi
- 23. Mai: Costanza Farnese, Tochter des Papstes Paul III., Gräfin von Santa Fiora (* 1500)
- 31. Mai (begraben): Agnes Tilney, englische Hochadelige (* um 1477)
- 12. Juni: Franz I., Herzog von Lothringen (* 1517)
- 15. Juni: Elisabeth von Österreich, Mitglied des Hauses Habsburg, Titularkönigin von Polen (* 1526)
- 18. Juni: Johann Ludwig, Graf von Saarbrücken (* 1472)

### Zweites Halbjahr
- 06. Juli: Artemi Werkolski, russischer Bauernsohn, Heiliger der russisch-orthodoxen Kirche (* 1532)
- 07. Juli: Pernette du Guillet, französische Dichterin (* um 1520)

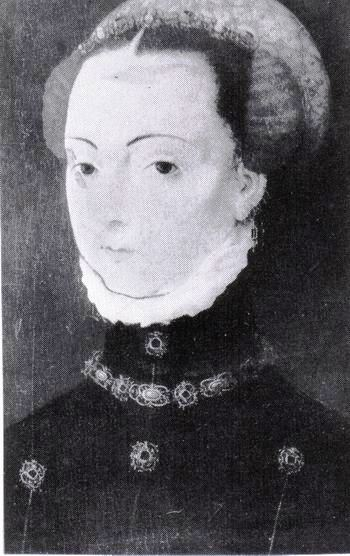
Maria Manuela von Portugal

- 12. Juli: Maria Manuela von Portugal, portugiesische Prinzessin (* 1527)
- 17. Juli: Georg Binder, Schweizer Lehrer, Theaterschaffender und Übersetzer (* um 1495)
- 19. Juli: George Carew, englischer Admiral (* um 1504)
- 19. Juli: Abraham Culvensis, litauischer Jurist und protestantischer Theologe (* um 1509)
- 01. August: Juan Pardo de Tavera, Erzbischof von Toledo und spanischer Großinquisitor (* 1472)
- 08. August: Injong, König der Joseon-Dynastie in Korea (* 1515)
- 16. August: Johannes Bader, deutscher Theologe und Reformator (* um 1487)
- 18. August: Kaspar Megander, Schweizer Theologe und Reformator (* 1495)
- 22. August: Charles Brandon, 1. Duke of Suffolk. englischer Adeliger (* um 1484)
- 01. September: François I. de Bourbon-Saint-Pol, Herzog von Estouteville, Pair von Frankreich (* 1491)
- 24. September: Albrecht, Erzbischof von Magdeburg, Kurfürst von Mainz und Markgraf von Brandenburg (* 1490)
- 000September: Hans Baldung, deutscher Maler, Zeichner und Kupferstecher (* um 1484 oder 1485)
- 04. Oktober: Johannes Varnbüler, Bürgermeister von Lindau (* 1464)
- 25. Oktober: Simon Schneeweiß, deutscher evangelischer Theologe und Reformator

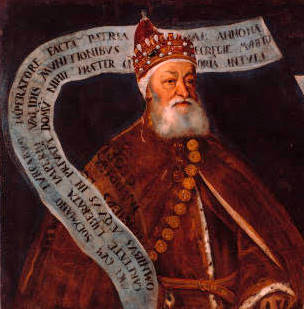
Pietro Lando

- 06. November: Peter V. von Rosenberg, böhmischer Adeliger (* 1489)
- 09. November: Pietro Lando, Doge von Venedig (* um 1462)
- 19. November: Wandula von Schaumberg, deutsche Adelige, Fürstäbtissin im Kanonissenstift Obermünster in Regensburg (* 1482)
- 05. Dezember: Bartlmä Häberle, Innsbrucker Maler, vermutlich Hofmaler am österreichischen Hof (* vor 1524)

### Genaues Todesdatum unbekannt
- Enrique de Arfe, deutscher Goldschmied (* 1475)
- Gabriel Ascherham, deutscher Täufer
- Ket Chettharat, König von La Nan in Nordthailand (* vor 1525)
- Helena von Freyberg, deutsche Adelige und Vertreterin der österreichisch-süddeutschen Täuferbewegung (* 1491)
- William Latimer, englischer Geistlicher, Gelehrter und Humanist (* um 1467)
- Sher Khan Suri, paschtunischer Herrscher in Indien (* um 1486)
- Ulrich Varnbüler, deutscher Diplomat (* 1474)